# 23306 Адамфілдс
23306 Адамфілдс (2001 AC20, 1978 VA13, 1985 RX5, 1996 VF40, 1998 FY132, 23306 Adamfields) — астероїд головного поясу, відкритий 2 січня 2001 року.
Тіссеранів параметр щодо Юпітера — 3,543.